# Cabo da Roca
Cabo da Roca (letterlijk 'rotskaap') is de meest westelijke punt van het Europese deel van Portugal, van het Europese vasteland, en van het Euraziatische continent. Deze 140 m hoge kaap ligt aan de Atlantische Oceaan in Natuurpark Sintra-Cascais, op circa 30 kilometer ten westen van Lissabon. De coördinaten zijn 38°47 noorderbreedte en 9°30 westerlengte. De Romeinen noemden de kaap Promontorium Magnum.
De weg naar Cabo da Roca voert door het dorp Azóia, het meest westelijke dorp op het Europese vasteland.
De kaap is een drukke toeristische attractie met een restaurant/souvenirwinkel en een postkantoor, waar men een certificaat kan kopen dat aantoont dat men op deze plek is geweest.
Ooit was er een grote verscheidenheid aan planten op Cabo da Roca, maar de Carpobrotus edulis, een kruipende, mat-vormende vetplant heeft als invasieve soort een groot deel van het bouwland op de kaap bedekt. De plant werd in de tweede helft van de twintigste eeuw door de plaatselijke bewoners geïntroduceerd als bodembedekker.

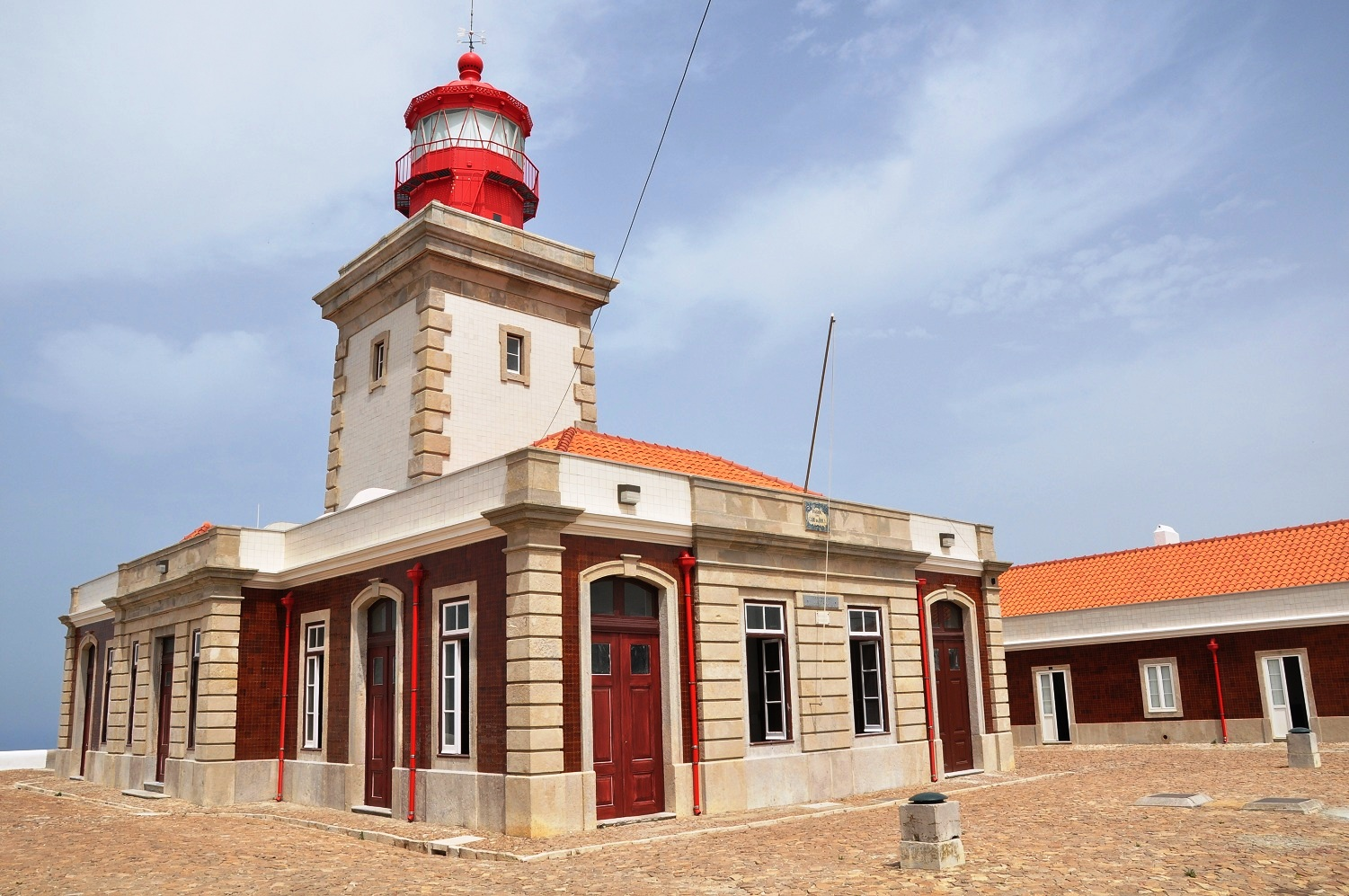
De 'Farol do Cabo da Roca'

## Vuurtoren
Er staat hier sinds 1772 een vuurtoren, de Farol do Cabo da Roca. Het is een vierkante stenen toren van 22 m hoog die elke 18 seconden vier witte lichtflitsen afgeeft volgens het volgende schema: 0,3 seconden aan; 2,7 s uit; 0,3 s aan; 2,7 s uit; 0,3 s aan; 2,7 s uit; 0,3 s aan; 8,7 s uit. Het licht is 26 zeemijl zichtbaar (circa 48 km). Eromheen ligt een complex van lage gebouwtjes voor de vuurtorenwachter. Dit was de eerste 'echte' Portugese vuurtoren; eerdere vuurtorens bestonden wel in Portugal, maar werden steeds in of op reeds bestaande gebouwen geplaatst. In 1997 heeft de gemeenteraad van Sintra een plaquette geplaatst bij de vuurtoren, waar onder andere staat: "Cabo da Roca: Onde a terra se acaba e o mar começa" (hier eindigt het land en begint de zee), een regel van de beroemde Portugese dichter Luís de Camões.
Ondanks de geografische betekenis van Cabo da Roca is het licht hier niet zo belangrijk voor zeevaarders als de lichten van Cabo Carvoeiro, verder in het noorden bij Peniche, of Cabo Raso in het zuiden. Als gevolg hiervan werd de vuurtoren lange tijd verwaarloosd en kreeg pas in 1897 een zogenaamde fresnellens. De vuurtoren werd in 1980 op het elektriciteitsnetwerk aangesloten. Hij werd in 1990 geautomatiseerd, maar heeft niettemin nog steeds een bemanning van drie vuurtorenwachters. De toren is eigendom van de Portugese marine - die hem ook beheert - en is voor het publiek gesloten.